# Kreissparkasse Birkenfeld
Die Kreissparkasse Birkenfeld (Birkenfelder Landesbank) ist eine rheinland-pfälzische Sparkasse mit Sitz in Idar-Oberstein. Sie ist eine Anstalt des öffentlichen Rechts und wurde 1842 gegründet.

## Organisationsstruktur
Das Geschäftsgebiet der Kreissparkasse Birkenfeld umfasst den Landkreis Birkenfeld, welcher auch Träger der Sparkasse ist. Rechtsgrundlagen sind das Sparkassengesetz für Rheinland-Pfalz und die Satzung der Sparkasse. Organe der Sparkasse sind der Verwaltungsrat und der Vorstand.
Die Kreissparkasse Birkenfeld ist Mitglied des Sparkassenverbandes Rheinland-Pfalz und über diesen auch im Deutschen Sparkassen- und Giroverband.

## Geschäftszahlen
Die Kreissparkasse Birkenfeld wies im Geschäftsjahr 2023 eine Bilanzsumme von 1,887 Mrd. Euro aus und verfügte über Kundeneinlagen von 1,369 Mrd. Euro. Gemäß der Sparkassenrangliste 2023 liegt sie nach Bilanzsumme auf Rang 243. Sie unterhält 17 Filialen/Selbstbedienungsstandorte und beschäftigt 319 Mitarbeiter.

## Sparkassen-Finanzgruppe
Die Kreissparkasse Birkenfeld ist Teil der Sparkassen-Finanzgruppe und gehört damit auch ihrem Haftungsverbund an. Er sichert den Bestand der Institute und sorgt dafür, dass sie auch im Fall der Insolvenz einzelner Sparkassen alle Verbindlichkeiten erfüllen können. Die Sparkasse vermittelt Bausparverträge der regionalen Landesbausparkasse, offene Investmentfonds der Deka und Versicherungen der Provinzial Rheinland. Im Bereich des Leasing arbeitet die Kreissparkasse Birkenfeld mit der  Deutschen Leasing zusammen. Die Funktion der Sparkassenzentralbank nimmt die Landesbank Baden-Württemberg wahr.

## Geschichte
Das erste Vorläuferinstitut der Kreissparkasse Birkenfeld war die „Ersparungs-Casse für das Fürstenthum Birkenfeld“, die 1842 gegründet wurde. Diese fusionierte später mit der 1914 gegründeten Birkenfelder Filiale der „Oldenburgischen Landesbank AG“. Diesem Institut verdankt die Kreissparkasse auch ihren ungewöhnlichen Namenszusatz Birkenfelder Landesbank (der Begriff Landesbank bezeichnet üblicherweise die regionalen Spitzeninstitute der Sparkassen).